# Gmina Troy (hrabstwo Clarke)

Położenie Gminy Troy w hrabstwie Clarke

Gmina Troy (ang. Troy Township) – gmina w USA, w stanie Iowa, w hrabstwie Clarke. Według danych z 2000 roku gmina miała 1021 mieszkańców, a jej powierzchnia wynosi 93,5 km².